# 陈韦伍
陈韦伍（1989年4月19日—），山东烟台人，中国男子游泳运动员。

## 生平
2012年，陈韦伍代表中国出戰英國倫敦舉行的奥林匹克运动会游泳比賽男子4×100米混合泳接力賽事。